# Marie-Jean Blanc Saint-Hilaire
Marie-Jean Blanc Saint-Hilaire (auch Saint-Hilaire Blanc, * 28. April 1805 in Lyon; † 22. August 1890 in Cannes) war ein französischer Verleger, Romanist, Lexikograf und Baskologe.

## Leben und Werk
Blanc Saint-Hilaire übernahm um 1845 den in Lyon und Paris beheimateten Verlag von Jacques Louis Barthélémy Cormon und Joseph Blanc und bearbeitete dessen erfolgreiche Sprachbücher, Grammatiken und zweisprachige Wörterbücher Spanisch-Französisch, Italienisch-Französisch, Italienisch-Spanisch und Spanisch-Englisch.
Daneben forschte er als Baskologe, übersetzte die Grammatik des Baskischen von Manuel Larramendi (1690–1766) ins Französische (1854) und publizierte eine Geschichte des Baskenlandes (1879, 1888).

## Werke (Auswahl)
- Grammaire de la langue basque, d'après celle du P. Manuel de Larramendi intitulée "El imposible vencido", Lyon 1854
- Les Euskariens ou Basques, le Sobrarbe et la Navarre. Leur origine, leur langue et leur histoire, Cannes 1879, Paris/Lyon/Cannes 1888